# Estret de Macassar
L'estret de Macassar (o de Makassar) és un estret entre les illes de Borneo i Cèlebes a Indonèsia. Al nord s'ajunta amb el mar de Cèlebes, mentre que al sud es troba amb el mar de Java. El riu Mahakam de Borneo desemboca dins aquest estret.
Els ports al llarg de l'estret inclouen Balikpapan a Borneo, i Makassar i Palu a Cèlebes. La ciutat de Samarinda és a 48 km de l'estret.
Aquest estret és una via que utilitzen els vaixells massa grans per poder passar per l'estret de Malaca.